# Nomadenthese
Die Nomadenthese wurde zu Beginn der 1980er Jahre von Rudi Paul Lindner, Professor für Geschichte an der University of Michigan, veröffentlicht. Sie dient dazu, den schnellen Aufstieg des Osmanischen Reichs im 14. Jahrhundert zu erklären.

## Inhalt
Lindner zeigt, dass die frühen Osmanen ein Verband nomadisch lebender Stämme gewesen seien. Anders als heutige Stammesgesellschaften hätten weniger die Sippenloyalität miteinander verwandter Stammesmitglieder, sondern gemeinsame Interessen, wie etwa an geeignetem Weideland oder Kriegsbeute, den Zusammenhalt gewährleistet. Zu Beginn der osmanischen Expansion nach Westen habe der Nomadenverband in den byzantinischen Grenzlanden im Nordwesten Anatoliens geeignete Weideflächen vorgefunden, die zudem vom byzantinischen Heer nur schwach verteidigt gewesen seien. Die traditionelle nomadische Kriegführung mittels mit Lanzen und Bogen bewaffneten Reitern habe es den Osmanen zunächst unmöglich gemacht, die befestigten Städte der Region erfolgreich zu belagern und zu erobern. Erst die Umstellung von der nomadischen zu einer mehr sesshaften Lebensweise und Kriegführung habe erste Eroberungen befestigter Städte wie Bursa (1326) ermöglicht.

## Abgrenzung zur Ghazi-These Paul Witteks
Lindners Nomadenthese steht in Gegensatz zur älteren Ghazi-These Paul Witteks, der in den frühen Osmanen eine religiös motivierte Gemeinschaft von Glaubenskriegern sah. Ihr Glaubenseifer habe sie zu ihren Erfolgen motiviert, und mit dem Verlust des religiösen Eifers sei der Niedergang des Osmanischen Reiches eingeleitet worden. Diese Sichtweise wurde schon 1943 vom türkischen Historiker Mehmet Fuat Köprülü als zu einfach kritisiert. Eine einzige Ursache werde dem komplexen Prozess der osmanischen Reichsgründung nicht gerecht. Auch der Geschichtswissenschaftler Ömer Lütfi Barkan sprach der Ghazi-These ihre überragende Bedeutung ab und verwies darauf, dass berühmte osmanische Persönlichkeiten der Frühzeit weiter christliche Namen getragen hätten. Der Osmanist Halil İnalcık wies Beispiele für eine Kooperation zwischen Osmanen und den christlichen Byzantinern in der Frühzeit nach. Lindner führt eingehendere Studien von Quellen an, die Wittek noch nicht zugänglich waren: demnach sei Witteks Hauptquelle, der osmanische Chronist Ahmedi, von seinem Bedürfnis geleitet worden, eine einfache, muslimisch geprägte Erklärung für den Erfolg der Osmanen zu finden und zugleich den neuen Machthabern zu schmeicheln. Bei anderen zeitgenössischen Chronisten wie Şükrullah, der anonymen Oxforder Chronik oder bei Ruhi fänden sich keine derart ausgeprägten Hinweise auf die Notwendigkeit eines Heiligen Krieges. Im Gegenteil habe die Betonung des Glaubenskriegs durch die frühen osmanischen Chronisten vergessen zu machen gesucht, dass die Osmanen auch die benachbarten muslimischen Beyliks mit Krieg überzogen hätten. Auch in den byzantinischen Chroniken fänden sich keine Hinweise auf Glaubenskriege.
Frühe osmanische Chronisten wie ʿĀşıḳpaşazāde (um 1400 – um 1484) schildern die ersten osmanischen Sultane als glaubenstreue Kämpfer und stellen sie stereotyp den Ungläubigen („kāfir“) gegenüber. Cemal Kafadar publizierte 1959 eine Analyse der „Chronik des Hauses Osman“ (tevārīḫ-i Āl-i ʿOsmān) von ʿĀşıḳpaşazāde. Hierin betonte er den zeitgebundenen Charakter des Werkes, welches unter den Bedingungen politischer und sozialer Umwälzungen im Zuge der Umgestaltung des osmanischen Staates durch Mehmed II. entstanden sei. Nach der Eroberung von Konstantinopel seien die Angehörigen der von Kafadar dem dervīş-ġāzī-Milieu zugeordneten traditionellen Eliten von byzantinischen Funktionsträgern aus einflussreichen Positionen des Staates verdrängt worden. ʿĀşıḳpaşazāde habe den angeblichen Verfehlungen späterer Herrscher die Glaubenstreue ihrer Vorfahren gegenübergestellt. Dem Narrativ des Glaubenskämpfers stünde jedoch die Koexistenz von muslimischen und nichtmuslimischen Gruppen und Personen gegenüber. Der osmanische Chronist selbst berichtet von Handel zwischen Osman I. und dem byzantinischen Verwalter (tekfur) von Bilecik, dem Osman während der Zeit der Sommerweide seinen Besitz anvertraut habe.

## Rezeption
Unter Berufung auf neuere Forschungsergebnisse, die Wittek noch nicht bekannt waren, haben sich mehrere moderne Osmanisten der Ansicht Lindners angeschlossen. Einen Überblick über die Debatte gibt Heath Lowry. Auch Colin Imber diskutiert den Begriff des Ghāzī kritisch.
Lindner selbst schrieb 2009: „[…] dass es keinen anerkannten Bezugspunkt gibt, auf den sich die Mehrzahl der Gelehrten einigen kann. Zur Zeit wird das Feld von vielen Ansätzen beherrscht, die sich jedoch eher auf die Quellen selbst als auf gelehrte Meinungen berufen – […] there is no agreed point of reference about which most scholars gather, and that a more eclectic approach, resting more on the sources than on scholarly tradition, holds the field.“
Auch der Historiker Halil İnalcık, der die Ghazi-Ideologie als treibende Kraft der Westexpansion der Grenzgebiete (Uc) ansah, beschreibt den Bevölkerungsdruck aufgrund der zunehmenden Einwanderung turkmenischer Stämme nach Westanatolien als eine der Hauptursachen der Ausdehnung in Richtung Westen.